# Isla Santay
Isla Santay är en ö i Ecuador.   Den ligger i provinsen Guayas, i den sydvästra delen av landet, 270 km sydväst om huvudstaden Quito.